# Gia Lâm, Ninh Bình
	Gia Lâm		là một xã thuộc tỉnh Ninh Bình, Việt Nam.

## Địa lý
Trụ sở xã nằm cách phường Hoa Lư - trung tâm tỉnh lỵ Ninh Bình 28 km về phía Tây Bắc, có vị trí địa lý:
- Phía đông giáp xã Gia Hưng.
- Phía nam giáp xã Gia Tường.
- Phía bắc và phía tây lần lượt giáp xã Lạc Thủy và xã An Bình của tỉnh Phú Thọ.

Xã Gia Lâm	có diện tích:	37,61	km², 	dân số:	20.189	người, mật độ dân số: 	537	người/km². 	
Đây là đơn vị có diện tích xếp thứ:	19	, số dân xếp thứ: 	119	và mật độ dân số xếp thứ: 	123	trong số 129 xã, phường ở Ninh Bình.
Xã này có đường Quốc lộ 37C (nâng cấp tỉnh lộ 479) Nam Định - Hòa Bình đi qua, đây cũng là tuyến đường nối 2 thị trấn Chi Lê và Nho Quan.

## Lịch sử
Xã được thành lập theo Quyết định số 454/QN ngày 5/12/1953.
Theo Nghị quyết số 1674/NQ-UBTVQH15 ngày 16/6/2025 về sắp xếp các đơn vị hành chính cấp xã của tỉnh Ninh Bình năm 2025, Theo đó, sắp xếp toàn bộ diện tích tự nhiên, quy mô dân số của các xã Gia Sơn, Xích Thổ và Gia Lâm thành xã mới có tên gọi là xã Gia Lâm.	

## Kinh tế
Xã Gia Lâm có chợ Na, là một trong 9 chợ quê trên địa bàn Nho Quan nằm trong danh sách 107 chợ loại 1, 2, 3 ở Ninh Bình năm 2008.